# خیرهای اولیه
خیرهای اولیه (به انگلیسی: primary goods) مفهومی است که جان رالز در کتاب نظریه‌ای در باب عدالت پیش نهاده است. این‌ها عبارت‌اند از هر چیزی که هر انسان عاقلی آن را می‌خواهد. خیرهای اولیه دو دسته‌اند: «خیرهای اجتماعی» و «خیرهای طبیعی». مصادیق دستهٔ نخستْ حقوق، و آزادی‌ها، و فرصت‌ها، و درآمد و ثروت، و مصادیق دستهٔ دومْ سلامتی و سرزندگی، و هوش، و تخیل‌اند.